# جائزة اليابان الكبرى 2006
جائزة اليابان الكبرى 2006 (بالإنجليزية: 2006 Japanese Grand Prix) هو سباق فورمولا 1 أقيم بتاريخ 8 أكتوبر 2006. كان السابع عشر من أصل 18 في بطولة العالم لسباقات الفورمولا واحد موسم 2006. حلّ الإسباني فرناندو ألونسو أولا بينما جاء البرازيلي فيليبي ماسا في المركز الثاني وحصل على المركز الثالث الإيطالي جانكارلو فيزيكيلا.